# Списак томова серије Берсерк
Манга серију Берсерк је написао и илустровао Кентаро Мијура. Мангу у Јапану објављује издавачка кућа Хакусенша у свом часопису Young Animal, и касније сакупља поглавља у досад 42 танкобон тома. У Србији, издавачка кућа Дарквуд преводи наслов од 2022. године.

## Списак томова
| - „Црни витез” (黒い剣士 ) - „Жиг” (烙印 ) - „Анђео чувар (1)” (欲望の守護天使(1) (1)) |

| - „Анђео чувар (2)” (欲望の守護天使(2) (2)) - „Анђео чувар (3)” (欲望の守護天使(3) (3)) |

| - „Анђео чувар (4)” (欲望の守護天使(4) (4)) - „Анђео чувар (5)” (欲望の守護天使(5) (5)) - „Анђео чувар (6)” (欲望の守護天使(6) (6)) - „Златно доба (1)” (黄金時代(1) (1)) |

| - „Златно доба (2)” (黄金時代(2) (2)) - „Златно доба (3)” (黄金時代(3) (3)) - „Златно доба (4)” (黄金時代(4) (4)) - „Златно доба (5)” (黄金時代(5) (5)) - „Златно доба (6)” (黄金時代(6) (6)) |

| - „Златно доба (7)” (黄金時代(7) (7)) - „Златно доба (8)” (黄金時代(8) (8)) - „Ветрови рата” (剣風 ) - „Бесмртни Зод (1)” (不死のゾッド(1) (1)) - „Бесмртни Зод (2)” (不死のゾッド(2) (2)) - „Бесмртни Зод (3)” (不死のゾッド(3) (3)) - „Бесмртни Зод (4)” (不死のゾッド(4) (4)) - „Власник мача (1)” (剣の主(1) (1)) |

| - „Власник мача (2)” (剣の主(2) (2)) - „Убица (1)” (暗殺者(1) (1)) - „Убица (2)” (暗殺者(2) (2)) - „Убица (3)” (暗殺者(3) (3)) - „Убица (4)” (暗殺者(4) (4)) - „Оно највредније” (貴きもの ) - „Јуриш” (出陣 ) - „Битка” (合戦 ) - „Каска (1)” (キャスカ(1) (1)) - „Каска (2)” (キャスカ(2) (2)) |

| - „Каска (3)” (キャスカ(3) (3)) - „Марш у смрт (1)” (決死行(1) (1)) - „Марш у смрт (2)” (決死行(2) (2)) - „Марш у смрт (3)” (決死行(3) (3)) - „Повратак” (生還 ) - „Бакље снова” (夢のかがり火 ) - „Битка за Долдреј (1)” (ドルドレイ攻略戦(1) (1)) - „Битка за Долдреј (2)” (ドルドレイ攻略戦(2) (2)) - „Битка за Долдреј (3)” (ドルドレイ攻略戦(3) (3)) - „Битка за Долдреј (4)” (ドルドレイ攻略戦(4) (4)) |

| - „Битка за Долдреј (5)” (ドルドレイ攻略戦(5) (5)) - „Битка за Долдреј (6)” (ドルドレイ攻略戦(6) (6)) - „Тријумф” (凱旋 ) - „Тренутак славе” (栄光の瞬間 ) - „Пламени гроб (1)” (炎の墓標(1) (1)) - „Пламени гроб (2)” (炎の墓標(2) (2)) - „Једне снежне ноћи” (ある雪の夜に... ...) - „Одлазак на пут (1)” (旅立ちの朝(1) (1)) - „Одлазак на пут (2)” (旅立ちの朝(2) (2)) - „Одлазак на пут (3)” (旅立ちの朝(3) (3)) |

| - „Витез од костура” (髑髏の騎士 ) - „Почетак бескрајне ноћи” (果てしなき夜の始まり ) - „Пали соко” (墜ちた鷹 ) - „Крај снова” (夢の終焉 ) - „Турнир” (闘技会 ) - „Бегунци” (逃亡者たち -) - „Борац” (闘者 ) - „Ратни друг” (戦友 ) - „Исповест” (告白 ) - „Рана (1)” (傷(1) (1)) - „Рана (2)” (傷(2) (2)) |

| - „Варнице са оштрице” (切っ先の火花 ) - „Упад у Виндам (1)” (ウィンダム潜入(1) (1)) - „Упад у Виндам (2)” (ウィンダム潜入(2) (2)) - „Ноћ пред фестивал (1)” (前夜祭(1) (1)) - „Ноћ пред фестивал (2)” (前夜祭(2) (2)) - „Хиљадугодишњи посед” (千年封土 ) - „Поновни сусрет у понору” (深淵の再会 ) - „Киша крви” (血路 ) - „Бакираке (1)” (バーキラカ(1) (1)) - „Бакираке (2)” (バーキラカ(2) (2)) - „Цвеће каменог замка” (石の王城の花 ) |

| - „Ђавољи пси (1)” (魔犬(1) (1)) - „Ђавољи пси (2)” (魔犬(2) (2)) - „Ђавољи пси (3)” (魔犬(3) (3)) - „Ђавољи пси (4)” (魔犬(4) (4)) - „Рика дивље звери” (狂獣咆哮 ) - „Шума трагедије” (惨劇の森 ) - „Борба до смрти (1)” (死闘(1) (1)) - „Борба до смрти (2)” (死闘(2) (2)) - „Оклоп за срце” (甲冑は胸に ) - „Летач” (飛来者... ...) - „Бесмртник, поново” (不死者再び , ) |

| - „Реквијем ветра” (風の鎮魂歌 ) - „Ратници сумрака” (黄昏の戦士達 -) - „Дечак из уличице” (路地裏の少年 ) - „Помрачење” (蝕 ) - „Обећани час” (約束の刻 ) - „Силазак” (降臨 ) - „Поворка демона” (人外百鬼 ) - „Замак” (城 ) - „Растанак” (決別 ) - „Гозба” (宴 ) |

| - „Олуја смрти (1)” (死の嵐(1) (1)) - „Олуја смрти (2)” (死の嵐(2) (2)) - „Бог у амбису” (深淵の神 ) - „Свежа крв” (鮮血 ) - „Грчеви” (胎動 ) - „Рођење” (誕生 ) - „Последњи одсјај у десном оку” (右目の残照 ) - „Бег” (脱出 ) - „Буђење у кошмар” (悪夢にめざめて ) - „Јурњава” (疾走 ) - „Заклетва на освету” (反撃の誓い ) |